# Welin Dogandżijski
Welin Dogandżijski (bg. Велин Доганджийски) – bułgarski zapaśnik walczący w stylu klasycznym. Zajął szóste miejsce na mistrzostwach świata w 1985. Brązowy medalista mistrzostw Europy w 1984. Czwarty w Pucharze Świata w 1982 roku.